# GSP Uranus
GSP Uranus — самопідіймальна бурова установка.

## Загальні відомості
Установку спорудили як D. R. Stewart у 1980 році на верфі Marathon LeTourneau у Сінгапурі. Замовником виступила компанія Reading and Bates, яка на початку 2000-х роках була приєднана до одного з світових лідерів офшорного буріння Transocean. В 2013-му судно викупила румунська компанія Grup Servicii Petroliere (GSP), що перейменувала його у GSP Uranus, при цьому установка пройшла модернізацію вартістю 44 млн доларів США.
За своїм архітектурно-конструктивним типом судно відноситься до самопідіймальних (jack-up). Воно має три опори довжиною по 135 метрів та здатне працювати при глибинах моря до 101 метра. Роботи провадяться при максимальній висоті хвиль до 12 метрів та їх інтервалі у 15 секунд і швидкості вітра до 70 вузлів. Судно здатне витримувати шторм при максимальній висоті хвиль до 15 метрів та їх інтервалі у 15 секунд і швидкості вітра до 100 вузлів.
Розміщена на борту бурова установка Varco E-3000 потужністю 2000 кінських сил дозволяє здійснювати спорудження свердловин глибиною 7,6 км.
Силова установка GSP Uranus базується на 2 двигунах EMD 16-645-E8 загальною потужністю 2,9 МВт та одному двигуні EMD 12-645-E8 потужністю 1 МВт. Крім того, існує один аварійний двигун Caterpillar 3408 потужністю 0,26 МВт.
Судно є несамохідним, тому пересування до місця виконання робіт повинне здійснюватись шляхом буксирування.
На борту може проживати 100 осіб.
GSP Uranus має майданчик для гелікоптерів діаметром 21,3 метра, призначений для прийому машин типу Sikorski S-61.

## Служба судна
Відомо, що в 2002 році установка працювала у водах Італії.
Станом на кінець 2004-го D. R. Stewart виконувала завдання у Єгипті, при цьому очікувалось, що на початку 2005-го вона повернеться до Італії.
В 2009 році власник установки компанії Transocean повідомляла, що D. R. Stewart працює для італійського нафтогазового гіганту Eni за контрактом, який розпочався у квітні 2007 та має завершитись в березні 2010.
Після придбання судна румунською GSP воно прибуло до Чорного моря та в березні 2014-го, вже як GSP Uranus, узялось за виконання дворічного контракту на роботи з буріння та капітального ремонту для компанії OMV Petrom (займається розробкою кількох родовищ у румунському секторі Чорного моря). Першим завданням була заміна електровідцентрового насосу на родовищі Лебада-Схід, а влітку 2014-го GSP Uranus в районі з глибиною моря 45 метрів пробурила свердловину Marina 1, яка досягнула довжини у 2150 метрів та виявила нафтовий поклад (втім, через відсутність у районі інфраструктури видобутку визнання відкриття комерційним відклали).
Влітку 2015-го GSP Uranus побувала у Азовському морі, де на замовлення російської компанії «Приазовнефть» (спільне підприємство «Роснефть» і «Лукойл») спорудило розвідувальну свердловину «Геологическая-1», закладену в районі з глибиною моря 13 метрів за сімдесят кілометрів від Темрюку.
В серпні 2017-го GSP Uranus розпочала роботи за новим 5-річним рамковим контрактом з OMV Petrom. Зокрема, її залучили для спорудження нових свердловин на родовищах Лебада-Схід та Лебада-Захід.
В середині 2021-го оголосили, що GSP Uranus повинна пробурити три  свердловини у турецькому секторі Чорного моря в Південно-Акчокочинському суббасейні.